# Провулок Вакуленчука (Київ)
Прову́лок Вакуленчука́ — провулок у Дарницькому районі міста Києва, місцевість Червоний хутір. Пролягає від Ташкентської до Ялинкової вулиці. 

## Історія
Провулок виник у 50-ті роки XX століття під назвою 1-ша Нова вулиця. Сучасна назва на честь керівника повстання на панцернику «Потьомкін» Григорія Вакуленчука — з 1955 року.